# Mitrydates II (król Kommageny)
Mitrydates II Antioch Epifanes Filoromajos Filhellen Monokrites (gr.: Μιθριδάτης Ἀντίοχος ὀ Ἐπιφανής Φιλορώμαίος Φιλέλλην Μονοκρίτης, Mithridátēs Antíochos ó Epifanḗs Filorṓmaíos Filhellēn Monokritēs) (zm. 20 p.n.e.) – piąty król Kommageny z ormiańskiej dynastii Orontydów w latach ok. 36-30 p.n.e. i od 29 p.n.e. do swej śmierci. Syn i następca króla Kommageny Antiocha I Theosa Dikajosa Epifanesa Filoromajosa Filhellena i królowej Isias II Filostorgos.
Według Plutarcha z Cheronei, pisarza greckiego, był on sprzymierzeńcem triumwira rzymskiego Marka Antoniusza. W r. 31 p.n.e. Mitrydates osobiście poprowadził jego siły pod Akcjum w wojnie przeciw Oktawianowi, przyszłemu cesarzowi rzymskiemu Augustowi. Jednak po porażce Antoniusza, Mitrydates stał się lojalnym sprzymierzeńcem zwycięzcy. Niemniej August zmusił Mitrydatesa, by przekazał do rzymskiej prowincji Syrii kommageńską miejscowość zwaną Zeugma, która była ważnym punktem przeprawy przez rzekę Eufrat. By pokazać swe poparcie dla cesarza, Mitrydates pominął tytuł Filhellen („Przyjaciel Greków”) w swej tytulaturze królewskiej, dodając zamiast niego tytuł Filoromajos („Przyjaciel Rzymian”). Oba tytuły pochodziły z królewskiego kultu kommageńskiego, który później założył jego ojciec, i w którym Mitrydates kierował ważną rolę. Innym tytułem był Monokrites, skądinąd niepoświadczonym, który był najprawdopodobniej sędziowską funkcją w administracji królewskiej i znakiem jego wysokiej pozycji społecznej. Używał jeszcze przydomka Epifanes („Objawiony”).
Mitrydates posiadał młodszego brata Antiocha II Epifanesa, który zgłaszał pretensje do tronu królestwa. Prawdopodobnie został przez niego usunięty z tronu w r. 30 p.n.e. Z tego powodu zapewne wysłał posła do Rzymian, by prosić ich o pomoc. Antioch kazał dokonać mordu posła. W r. 29 p.n.e. został z tego powodu wezwany do Rzymu, gdzie został skazany na śmierć przez Oktawiana, późniejszego cesarza rzymskiego.
Kazał zbudować sanktuarium grobowe, znane dzisiaj jako Karakuş, co w języku tureckim oznacza Czarny Ptak. Otrzymał taką nazwę, ponieważ jedna z ocalałych kolumn jest zwieńczona rzeźbą orła. Mitrydates pochował tam matkę Isias II Filostorgos, jej córkę a swoją zapewne żonę Antiochis oraz zapewne ich wspólną córkę Akę I, by uczcić ich życie oraz wspomnienie o nich. Sanktuarium znajduje się 12 km od Kahty, na terenie obecnej Turcji. Kopiec otoczony był kolumnami doryckimi (do dziś zachowały się tylko trzy). Każda kolumna miała około 9 metrów wysokości. Były wieńczone stelami, reliefami i posągami byka, lwa i orła.
Mitrydates nie miał syna, więc jego następcą został bratanek Mitrydates III Antioch Epifanes, syn nieznanego z imienia brata, zmarłego ok. 20 p.n.e.